# Staré Sedlo (Karlovy Vary)
Staré Sedlo é uma comuna checa localizada na região de Karlovy Vary, distrito de Sokolov‎.